# Hôtel Léningrad
L'hôtel Léningrad (en russe : Отель Ленинградская, Otel Leningradskaïa) est un gratte-ciel de 136 mètres de hauteur construit à Moscou en 1953, sur la place Komsomolskaïa. Il y a un restaurant au 19e étage et un observatoire au 20e. Le hall d'entrée est décoré avec l'emblème de la ville de Moscou, Saint-Georges le Victorieux, avec une reproduction des « portes dorées » du Kremlin et des chandeliers qui ressemblent aux églises locales.
L'utilité a été sacrifiée à la forme. Seul 19 % de l'espace intérieur est utilisé.
Le podium de six étages sert de fondation à une tour plus étroite et rectangulaire de treize étages, couronnée par une tourelle de trois étages, l'édifice se terminant par une étoile à cinq branches.
L'immeuble construit dans un style stalinien fait partie des sept sœurs de Moscou construites à Moscou dans les années 1950. À la différence de ses « sœurs », l'immeuble a été conçu pour s'intégrer harmonieusement dans son environnement urbain en reproduisant des éléments architecturaux du XIXe siècle.
L'architecte est Leonid Poliakov (ru).
L'immeuble a été rénové en 2007 et abrite aujourd'hui un hôtel Hilton (Hilton Moscow Leningradskaya Hotel).